# 品川萬里
品川 萬里（しながわ まさと、1944年〈昭和19年〉12月19日 - ）は、日本の政治家、郵政官僚。元福島県郡山市長（3期）。元郵政省、郵政審議官。

## 来歴
福島県白河市生まれ。小学生の時に福島大学附属小学校から郡山市立金透小学校ヘ転校、中学生の時に郡山市立郡山第五中学校からいわき市立植田中学校に転校。福島県立磐城高等学校卒業。1967年3月、東京大学法学部第3類（政治コース：丸山ゼミ）卒業。同年4月、郵政省に入省。
大臣官房審議官や貯金局長、放送行政局長を経て、1999年より郵政審議官を務め、同職を最後に退官した。退官後は複数の財団法人理事長や株式会社の役員を務める傍ら、2000年より大阪大学客員教授、2005年より法政大学IT研究センター学術担当教授などを務めた。

### 2009年郡山市長選挙
2009年、小中学校の一時期を過ごした福島県郡山市の市長選挙に出馬したが、再選を目指す現職の原正夫に敗れ、落選した。
※当日有権者数：262,022人 最終投票率：51.54%（前回比：5.89pts）
| 候補者名 | 年齢 | 所属党派 | 新旧別 | 得票数   | 得票率 | 推薦・支持 |
| -------- | ---- | -------- | ------ | -------- | ------ | ---------- |
| 原正夫   | 65   | 無所属   | 現     | 72,235票 | 54.05% |            |
| 品川萬里 | 64   | 無所属   | 新     | 61,401票 | 45.95% |            |

### 2013年郡山市長選挙
2013年4月14日に行われた郡山市長選挙に再び出馬し、3選を目指す原正夫市長を破り初当選した。
※当日有権者数：59,088人 最終投票率：45.01%（前回比：6.53pts）
| 候補者名 | 年齢 | 所属党派 | 新旧別 | 得票数   | 得票率 | 推薦・支持             |
| -------- | ---- | -------- | ------ | -------- | ------ | ---------------------- |
| 品川萬里 | 68   | 無所属   | 新     | 61,468票 | 53.32% |                        |
| 原正夫   | 69   | 無所属   | 現     | 53,812票 | 46.68% | （推薦）自民党・公明党 |

### 2017年郡山市長選挙
2017年1月、市議の浜津和子が自民党系の市議会最大会派「創風会」に推されて、任期満了に伴う市長選へ立候補を表明。告示直前に日本共産党の支持も得て反現職勢力の結集を狙うが、自民党の一部の県議が品川支持を明確にしたことなどから、自民党支持層が分裂。品川は4月16日に行われた市長選で浜津を破り、再選を果たした。
※当日有権者数：268,210人 最終投票率：38.05%（前回比：6.96pts）
| 候補者名 | 年齢 | 所属党派 | 新旧別 | 得票数   | 得票率 | 推薦・支持     |
| -------- | ---- | -------- | ------ | -------- | ------ | -------------- |
| 品川萬里 | 72   | 無所属   | 現     | 67,354票 | 66.87% |                |
| 浜津和子 | 63   | 無所属   | 新     | 33,363票 | 33.13% | （支持）共産党 |

### 2021年郡山市長選挙
2020年8月3日、任期満了に伴う郡山市長選挙に、前市議の馬場大造が立候補する意向を表明。同年10月8日、品川は新聞の取材に、3選出馬の意思を固めたことを伝えた。10月10日、自民党県議の勅使河原正之が出馬の意思を固めた。11月11日、IT会社経営の高橋翔が出馬表明。12月8日、品川は市議会一般質問の答弁において正式に出馬表明した。12月20日、市議会の自民系最大会派「志翔会」の会長を務める市議の川前光徳が正式に出馬表明。5人による選挙戦の見込みが報じられていたが3月18日、馬場が出馬を断念。3月22日に高橋が出馬を断念した上で両氏は勅使河原への支持を表明した。
4月18日の投開票の結果、勅使河原、川前を破り3選。
※当日有権者数：265,245人 最終投票率：40.66%（前回比：2.61pts）
| 候補者名     | 年齢 | 所属党派 | 新旧別 | 得票数   | 得票率 | 推薦・支持 |
| ------------ | ---- | -------- | ------ | -------- | ------ | ---------- |
| 品川萬里     | 76   | 無所属   | 現     | 43,944票 | 41.18% |            |
| 勅使河原正之 | 69   | 無所属   | 新     | 40,907票 | 38.34% |            |
| 川前光徳     | 54   | 無所属   | 新     | 21,850票 | 20.48% |            |

## 職歴
- 1971年 - 留萌郵便局郵便課長
- 1972年 - 郵政省大臣官房電気通信監理官付条約係長
- 1974年 - 関東郵政局郵務部服務課長
- 1975年 - 東京郵政局人事部管理課長
- 1977年 - 郵政省人事局管理課課長補佐
- 1980年 - 東北郵政局郵務部長
- 1981年 - 近畿郵政局郵務部長
- 1982年 - 郵政省大臣官房文書課調査官
- 1983年 - 郵政省電気通信政策局業務課長
- 1984年 - 郵政省電気通信局電気通信事業部業務課長
- 1987年 - 郵政省電気通信局電気通信事業部監理課長
- 1988年 - 郵政省電気通信局総務課長
- 1990年 - 郵政大臣官房文書課長
- 1991年 - 郵政大臣官房審議官
- 1993年7月 - 東北郵政局長[17]
- 1994年7月 - 郵政大臣官房審議官
- 1996年7月 - 郵政省貯金局長[17]
- 1997年7月 - 郵政省放送行政局長[17]
- 1999年7月 - 郵政審議官[17]
- 2000年
  - 6月 - 大阪大学客員教授[17]
  - 7月 - 財団法人日本ITU協会理事長、財団法人ポスタルサービスセンター理事長
- 2002年7月 - NTTデータ顧問
- 2003年6月 - NTTデータ代表取締役副社長[17]
- 2005年
  - 7月 - 日興コーディアル証券顧問
  - 9月 - 法政大学IT研究センター学術担当教授[17]
- 2006年
  - 8月 - ビズネット社外監査役
  - 9月 - 法政大学理工学部経営システム工学科教授[17]
- 2013年4月27日 - 郡山市長に就任
- 2017年4月27日 - 郡山市長（2期目）に就任

## 政策・人物
- 2018年4月1日、西田中学校と高野・鬼生田・三町目・大田・根木屋の5小学校を統合し、県内初の義務教育学校として、郡山市立西田学園を開校。
- 2018年6月4日、日本禁煙学会の学術総会実行委員長である医師が表敬訪問した際、「たばこは嗜好品ではなく薬物。私は市民の健康を守りたい」と発言した。6月19日の郡山市議会の定例会において、市議会議員である佐藤栄作や川前光徳らからこの発言に対する批判があったほか、7月10日には日本たばこ産業（JT）などの10団体からも「発言の撤回と謝罪を強く要望する」とした意見書が提出された。品川はこれらの批判に対し、「医学的所見に基づいてこのような発言をしたものでございます」「（発言内容は）専門家や辞書にも出ている。私が訂正や撤回できるものではない」として発言の撤回や謝罪要求には応じなかった[18][19][20][21]。
- 2019年1月23日、こおりやま広域圏の形成を目指す15市町村（郡山市、須賀川市、田村市、本宮市、大玉村、鏡石町、天栄村、猪苗代町、石川町、玉川村、平田村、浅川町、古殿町、三春町、小野町）の首長が一堂に会し、連携協約（連携中枢都市圏形成に係る連携協約）を締結した。連携協約とは、経済成長のけん引や高次の都市機能の集約・強化、生活関連機能サービスの向上を図るため、それぞれの市町村議会の議決に基づき、連携中枢都市（郡山市）と連携市町村が1対1で締結するものである。
- 2019年7月1日、自治体によるSDGsの達成に向けた優れた取り組みを行う都市として、県内で始めて「SDGs未来都市」に選ばれた。また、SDGs未来都市の中でも、特に先導的な取り組みであって、多様なステークホルダーとの連携を通し、地域における自律的好循環が見込めるものとして、東北で初めて「自治体SDGsモデル事業」にも選ばれた。
- 2020年5月29日、新型コロナウイルス対策の財源に充てるため、自身の6月期末手当を50％減額する条例案を市議会臨時会に提出した。副市長については30％、教育長と上下水道事業管理者と常勤監査委員については20％減額する[22]。同日、同条例案は全会一致で可決された[23]。
- 2024年12月18日、ハンガリー国騎士十字功労勲章を授与される[24][25]。
- 2025年1月20日、3期目の任期満了を控え、この日の市議会臨時会にて「4月の市長選挙に立候補せず、次の世代の活躍に期待したい」と語り、今期限りを以て市長を勇退することを表明した[26]。